# Maximilian von der Asseburg-Neindorf
Karl Alexander Maximilian von der Asseburg-Neindorf (* 2. Juli 1874 auf Schloss Neindorf bei Oschersleben; † 12. September 1945 ebenda) war ein deutscher Rittergutsbesitzer, Verwaltungsbeamter und Parlamentarier.

## Leben

### Familie
Maximilian von der Asseburg-Neindorf entstammte dem briefadeligen Zweig des Adelsgeschlechts von der Asseburg und war Sohn des Landrats und Majoratsherrn Alexander von der Asseburg-Neindorf und der Luise geborene Gräfin zu Reventlow. Er war verheiratet mit Ebba-Elisabeth Gräfin zu Innhausen und Knyphausen, Tochter des Präsidenten des Preußischen Herrenhauses Edzard zu Innhausen und Knyphausen. Sie hatten einen Sohn und vier Töchter.
Seine Schwäger waren Dodo Fürst zu Innhausen und Knyphausen, Mitglied des Preußischen Herrenhauses, der Landrat Dodo Freiherr zu Innhausen und Knyphausen und der Diplomat und Bankier Friedrich von Wallenberg-Pachaly.

### Werdegang

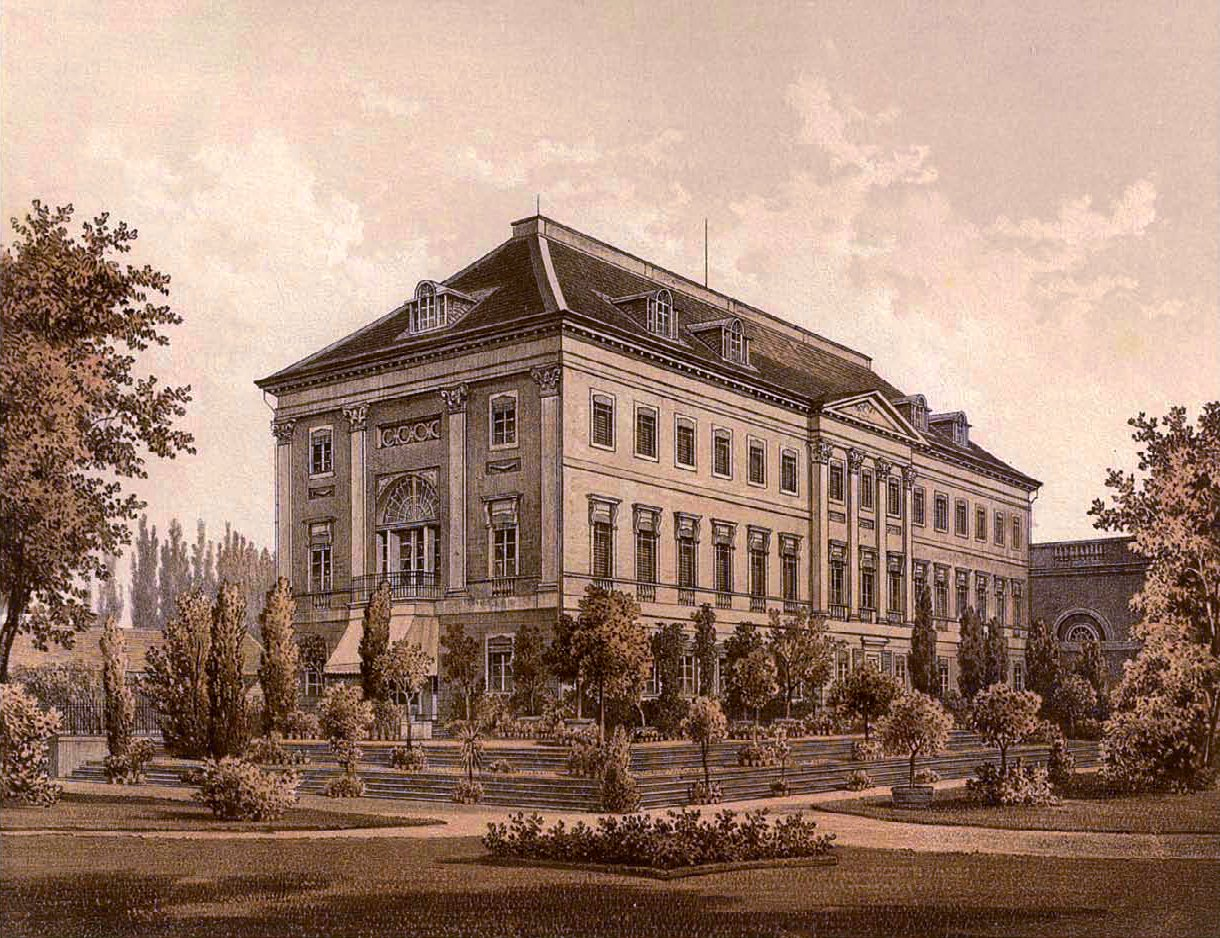
Schloss Neindorf

Maximilian von der Asseburg-Neindorf besuchte das Gymnasium in Ilfeld und Zeitz. Nach dem Abitur studierte er an der Rheinischen Friedrich-Wilhelms-Universität Bonn, der Ludwig-Maximilians-Universität München, der Alma Mater Lipsiensis, der Friedrich-Wilhelms-Universität Berlin und der Alma Mater Gryphiswaldensis Rechtswissenschaften. 1897 wurde er Mitglied des Corps Borussia Bonn. Nach der Promotion zum Dr. jur. trat er in den preußischen Staatsdienst ein. 1910 war er Regierungsassessor in Berlin. Von 1918 bis 1920 war er Landrat des Kreises Stolzenau. 1918 rückte er in den 52. Hannoverschen Provinziallandtag nach. Er war Fideikommissherr auf Schloss Neindorf. Des Weiteren erbte er vom Vater das in Nordbrandenburg im Kreis Ruppin gelegene 387 ha Rittergut Großmenow bei Steinförde als Nebensitz.